# Umělá pohádka
Umělá pohádka (také autorská pohádka, moderní pohádka) je pohádka, u níž známe autora – na rozdíl od pohádky lidové, kde je znám pouze sběratel, který pohádku zapsal, není tak jejím tvůrcem. Čeňková definuje autorskou pohádku jako umělý příběh s pohádkovými (zejména kouzelnými) prvky, který je určený především dětem.
Pro umělou pohádku je typické mísení žánrů (například s fantasy, detektivkou aj.), žánrové hranice se tak často překrývají nebo stírají. Tematika a jednotlivé motivy moderních pohádek bývají ovlivněny dobou svého vzniku, takovými aktualizacemi (přítomnost moderní techniky, odkazy k dobové kultuře i společensko-politickému životu) se příběhy přibližují dobovému čtenáři, na druhou stranu však do jisté míry ztrácejí svou nadčasovost.

## Historie
Umělá pohádka v českém prostředí prošla zásadními posuny:
- 19. stol. – důraz na morálně-výchovné vyznění
- 20. a 30. léta 20. stol. – sociální tematika
- 40. a 50. léta 20. stol. – důraz na výchovný prvek v duchu socialismu, pohádky jsou schematické, odpovídají zásadám socialistického realismu
- 60. léta 20. stol. – počátek nonsensových pohádek, průnik humoru, parodie, ale i psychologické roviny
- od 70. let 20. stol. – konfrontace s filmovou tvorbou

### 90. léta 20. století
V 90. letech došlo k dalším proměnám, které zmapoval sborník Cesty současné literatury pro děti a mládež. Tradice a inovace (2003). Svatava Urbanová se v něm zabývala českou autorskou pohádkou 90. let 20. století a popsala, že v této době, kromě několika výjimek jako jsou díla Daniely Fischerové, Ivy Procházkové, Petra Síse a Luisy Novákové, nevznikalo mnoho nových kvalitních textů. Autoři střední a starší generace často navazovali na svou dřívější tvorbu, zejména z 60. let. Rozmáhala se neúcta k originálním textům, kdy byly vydávány reedice starších děl bez uvedení adaptátorů. Docházelo také k významné proměně teoretického myšlení o literatuře, s mezioborovými přístupy a širšími společenskými tématy.
Nadprodukce pohádkových knih byla kritiky vnímána jako málo přínosná pro rozvoj dětské literatury, avšak podnítila některé autory k tvorbě textů s náročnějšími tématy jako outsiderství, handicap, nevyléčitelná nemoc či smrt. Mezi taková díla patří například novela Ivy Procházkové Myši patří do nebe... ale jenom na skok (2006) a příběh Radka Malého František z kaštanu, Anežka ze slunečnic (2006). Martina Salhiová v komentáři v monografii Cesty autorské pohádky po roce 2000 v České republice a v Bulharsku na příkladu protikladných 90. let (s množstvím nekvalitních textů, vznikajících v reakci na vlny zájmu o určité téma na jedné straně a kvalitními a originálními díly, které reagují na záplavu spotřební literatury, na druhé straně) ukázala důležitost spolupráce mezi všemi aktéry literárního procesu (spisovateli, ilustrátory, nakladateli, čtenáři) pro pozitivní vývoj literatury pro děti a mládež.

## Čeští autoři
- Jan Karafiát (Broučci)
- František Hrubín
- Josef Lada (Kocour Mikeš, Bubáci a hastrmani)
- Jan Werich (Fimfárum)
- Karel Čapek (Devatero pohádek)
- Josef Čapek (Povídání o pejskovi a kočičce)
- Bohumil Říha (Honzíkova cesta)
- Vladislav Vančura (Kubula a Kuba Kubikula)
- Miloš Macourek (Mach a Šebestová)
- Václav Čtvrtek (Rumcajs)

## Cizí autoři
- Charles Dickens (Vánoční koleda)
- Bernard Clavel (Čas vlků)
- Antoine de Saint-Exupéry (Malý princ)
- Hans Christian Andersen (Statečný cínový vojáček)
- Carlo Collodi (Pinocchiova dobrodružství)
- Alan Alexander Milne (Medvídek Pú)
- Arnold Lobel (Kvak a Žbluňk jsou kamarádi)

## Odborná literatura
- Luisa Nováková (Proměny české pohádky)
- Věra Brožová (Karafiátovi Broučci v české kultuře)
- Svatava Urbanová (Dialogy Ivy Procházkové)